# José Federico Westerkamp
José Federico "Pipo" Westerkamp (1918 - Buenos Aires, 27 de febrero de 2014) fue un doctor en Química y Física y docente universitario argentino. Formó parte del grupo de fundadores de la Asamblea Permanente por los Derechos Humanos (APDH), la agrupación Familiares de Desaparecidos y Detenidos por Razones Políticas y el Centro de Estudios Legales y Sociales (CELS).

## Trayectoria académica
En 1949 obtuvo su doctorado en Química y Física en la Universidad de Buenos Aires. Durante varios años formó parte de un grupo de científicos entre quienes estaban Manuel Sadosky, Mario Bunge, Gregorio Weinberg, Hernán Rodríguez, Enrique Mathov y Hersch Gerschenfeld, llamado informalmente «Círculo Filosófico». El grupo se disolvió en 1955.
Realizó diversos trabajos de investigación sobre microondas, fue docente universitario y formó parte de la Asociación Física Argentina y la Sociedad Científica Argentina. En 1962 introdujo en Argentina los elementos que permitieron que el equipo de investigadores del laboratorio de Electrónica Cuántica de la FCEyN reprodujera el trabajo de Theodore Harold Maiman, por lo que se considera a Westerkamp pionero en la investigación láser de Argentina.
A partir de su formación académica, participó en agrupaciones que alertaban sobre los usos bélicos de la energía nuclear, el armamentismo o bien promovían el desarrollo de energías no contaminantes y renovables, entre ellas el grupo Pugwash.

## Derechos humanos
En octubre de 1975 uno de sus hijos, Gustavo Westerkamp, fue detenido cuando concurrió a una unidad militar a fin de cumplir con la revisación médica previa al inicio de su servicio militar obligatorio, trasladado a distintas unidades penitenciarias y sometido a diversas formas de maltrato o tortura. Este hecho impulsó a sus padres a tomar contacto con otros familiares de detenidos-desaparecidos e iniciar su militancia por los derechos humanos.
Junto a su esposa, José Westerkamp formó parte del grupo de fundadores de la Asamblea Permanente por los Derechos Humanos (APDH) y la agrupación Familiares de Desaparecidos y Detenidos por Razones Políticas.
En 1979 Emilio Mignone y su esposa Angélica Chela Sosa, Augusto Conte Mac Donell, Boris Pasik, Alfredo Galletti, Carmen Lapacó, Noemí Labrune, Westerkamp y su esposa Ángela formaron el Centro de Estudios Legales y Sociales (CELS). La agrupación se formó debido a la inquietud de varios miembros de la APDH que consideraban que en el marco de la constante violación de los derechos humanos durante la dictadura cívico-militar (1976-1983), las estrategias a desarrollarse debían utilizar "todos los espacios de acción razonables". Un aspecto central de la diferencia de enfoque de ambas organizaciones era la calificación de «detenido-desaparecido» que el CELS proponía como caracterización de las víctimas de desapariciones forzadas, a diferencia de la APDH que proponía la palabra «desaparecido».
La trayectoria profesional que José Westerkamp y Emilio Mignone habían desarrollado en ámbitos científicos y académicos del exterior, permitió que la agrupación estableciera vínculos con organizaciones de derechos humanos de alcance internacional, como Amnistía Internacional, o científicas como la American Association for the Advancement of Science y el Committee on Human Rights de la National Academy of Sciences de Estados Unidos.
 Westerkamp compiló las listas de víctimas de la represión y fue fundador y presidente del Movimiento por la Vida y por la Paz (MOVIP).

## Distinción
En 2012 la Legislatura de la Ciudad de Buenos Aires lo declaró Personalidad Destacada de la Ciencia y de los Derechos Humanos.

## Publicaciones
- Aceleradores de partículas (1ª edición). Buenos Aires: Universitaria. 1962. OCLC 893519093. Con Robert R. Wilson, Raphael Littauer y Néstor Míguez
- Evolución de las ciencias en la República argentina. 2 Física (1ª edición). Buenos Aires: Sociedad Científica Argentina. 1975. OCLC 462723883.